# Hemisilurus moolenburghi
Hemisilurus moolenburghi és una espècie de peix de la família dels silúrids i de l'ordre dels siluriformes.

## Morfologia
- Els mascles poden assolir 50 cm de longitud total.[4][5]

## Hàbitat
És un peix d'aigua dolça i de clima tropical.

## Distribució geogràfica
Es troba a Àsia: Sumatra i oest de Borneo.